# Villalaín (Allande)
Villalaín (en eonaviego, Vilalaín) es un lugar perteneciente a la parroquia de San Salvador del Valledor, en el concejo de Allande, comarca del Narcea, Principado de Asturias, España.